# سواع

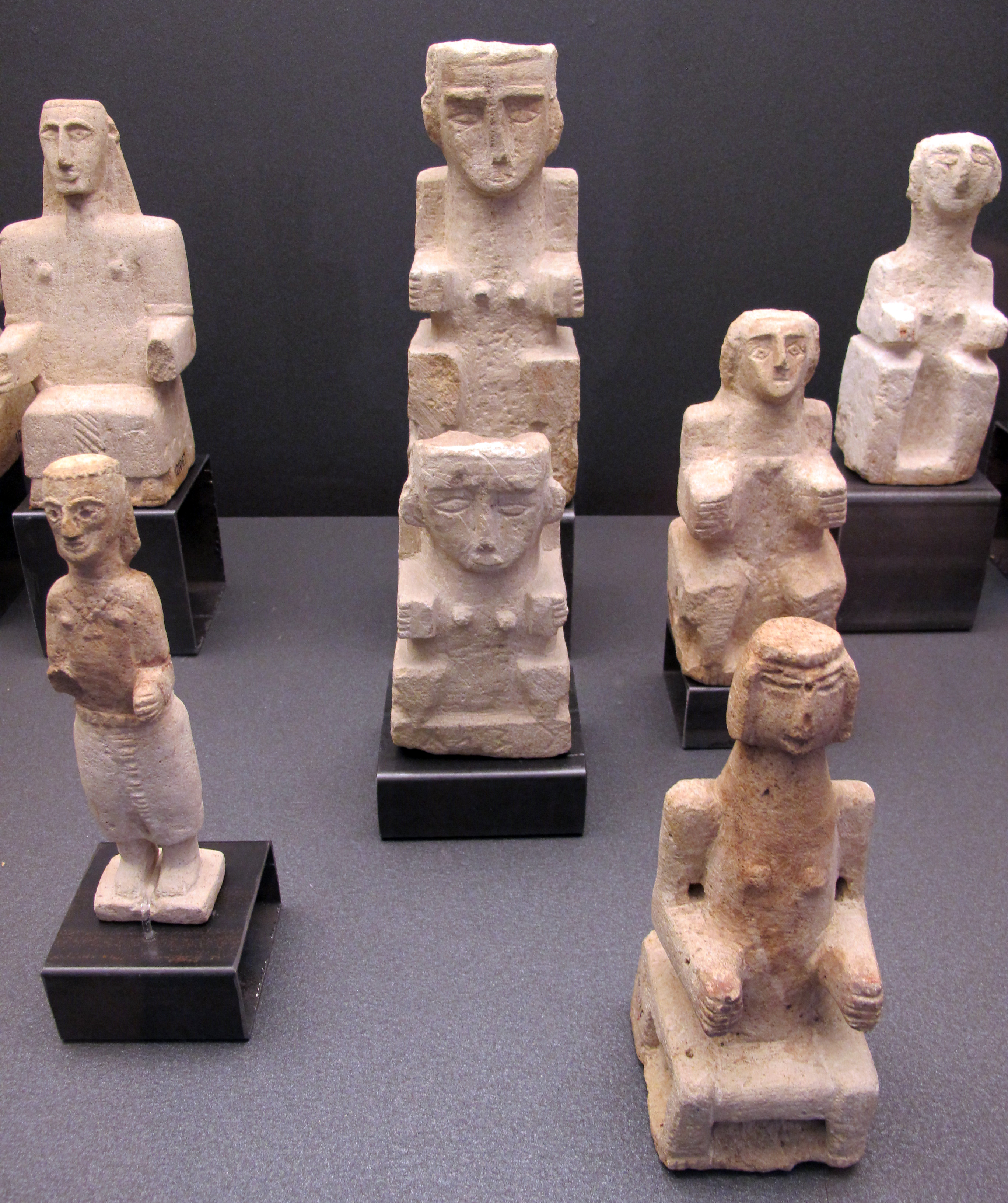
اليمن القديم، الجوف، تماثيل لنساء جالسات، القرن الثالث إلى الأول قبل الميلاد.

سواع هو رجل في زمن قوم نوح وضع له صنم تعظيماَ له فعبد من دون الله بعد أن تقادم العهد فيهم.

## العبادة
كانت بداية عبادة العرب لسواع أن عمرو بن لحيّ نبش عن تمثالها في ساحل جدة فوجد تمثالها مع الأصنام الأخرى ود ويعوق ويغوث ونسر. فلما خرج عمرو بن لحي للحج أخذ معه التماثيل - كما أمره رئيسه من الجن - ودعا العرب لعبادتها وأعطى التماثيل لقبائل مختلفة ليعبدوها. فكانت سواع من نصيب قبيلة هذيل التي خصتها بالعبادة وبنت لها معبدا بموضع يقال له رهاط من أرض ينبع. وكان رجل من هذيل يقال له الحارث بن تميم هو الذي أخذ سواعًا وأتى بها إلى قومه. وقيل أن بني كنانة ومزينة وفهم وعدوان عبدوها أيضا مع هذيل. وكان سدنتها بنو صاهلة من هذيل. وفي رواية ًأن عبدة سواع هم آل ذي الكلاع.
وزعم بعض المؤرخين أيضا أن المؤمنين بسواع كانوا يحجون إليها. ولعل أهم مظاهر عبادتها هو العكوف عندها كما في قول الشاعر:

## ما بعد الإسلام
انتهت عبادة سواع بعد ظهور الإسلام ودعوة النبي محمد إلى ترك الشرك بالله. وكان الناس قد بدؤوا يرفضون عبادتها لسماعهم بدعوة التوحيد إلا أنهم لم يكونوا متأكدين بعد مما يدعو إليه النبي محمد، فحدث أن كان راشد بن عبد ربه السلمي عند سواع، فبينما هو عندها إذ أقبل ثعلبان فصعدا على التمثال وبالا عليه فتعجب الرجل وقال شعرا:
ثم قال: «يا معشر سليم، لا والله هذا الصنم لا يضر ولا ينفع ولا يعطي ولا يمنع» فهجر عبادته ولحق بالنبي محمد في عام الفتح فسأله النبي عن اسمه فقال: «غاوي بن ظالم» فقال: «بل أنت راشد بن عبد ربه».
و كانت حادثة هدم معبد سواع وكسر تمثالها في سنة 8 للهجرة، وقد كان النبي محمد قد وجه عمرو بن العاص ليهدم بيتها، فلما انتهى إلى معبدها قال له السادن: «ما تريد؟» فقال عمرو بن العاص: «هدم سواع» قال: «لا تطيق تهدمه» فقال له عمرو بن العاص: «أنت على الباطل بعد». فهدمه عمرو، ولم يجد في خزانته شيئًا، ثم قال للسادن: «كيف رأيت؟» فقال السادن: «أسلمت والله»
وسواع من الاصنام التي ورد اسمها في القرآن الكريم في سورة نوح: ﴿وَقَالُوا لَا تَذَرُنَّ آلِهَتَكُمْ وَلَا تَذَرُنَّ وَدًّا وَلَا سُوَاعًا وَلَا يَغُوثَ وَيَعُوقَ وَنَسْرًا ۝٢٣﴾ [نوح:23]

## في نقوش ما قبل الإسلام
ظهر اسم الإله سواع بصيغة (س و ع) في نقش غير منشور من حائل.

## كتب
- كتاب الأصنام